# Metalloide

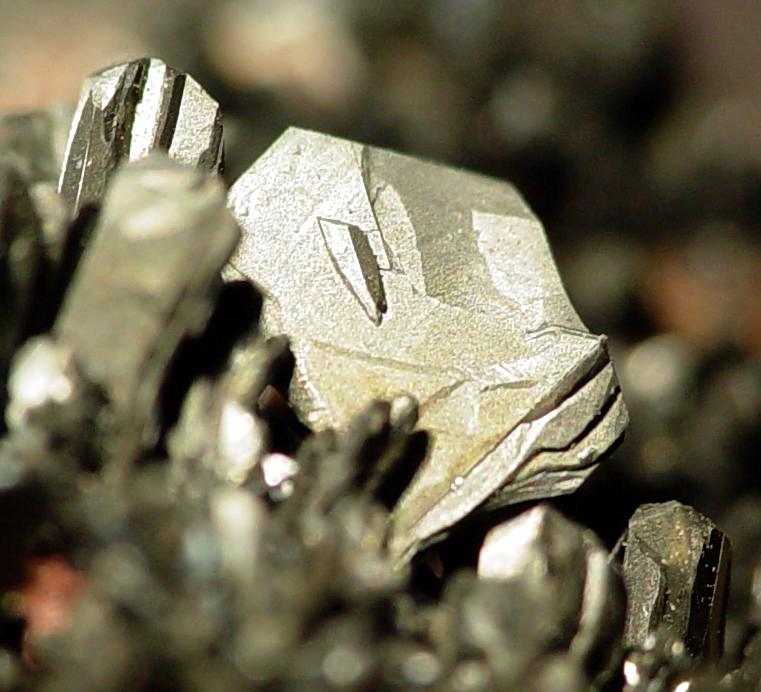
Cristalli naturali di arsenico, un metalloide

In chimica il termine metalloide sta ad indicare un elemento chimico della tavola periodica che mostra proprietà chimico-fisiche intermedie fra i metalli e i non metalli. Nonostante non abbia una definizione specifica (tanto che non esiste un elenco univoco di elementi metalloidi), questo termine è impiegato utilmente in chimica descrittiva. Per i metalloidi non c'è una singola proprietà che li definisce univocamente, ma un insieme di esse, principalmente comportamenti chimici di tali elementi, ma anche il loro stato fisico in condizioni standard.
Da notare che il termine semimetallo viene talvolta impropriamente usato come sinonimo di metalloide; un semimetallo, come anche i termini semiconduttore o isolante, non sono riferiti a un elemento chimico, ma indicano in realtà particolari stati fisici di un materiale in condizioni specificate di temperatura e pressione: nel semimetallo si hanno bande elettroniche (di valenza e di conduzione) parzialmente sovrapposte (come accade nei metalli), ma i cui estremi sono situati a valori diversi dei vettori d'onda (diversamente dai metalli).
Da notare inoltre, per evitare confusioni, che fino a poco oltre la prima metà del XX secolo il termine metalloide è stato usato in testi di chimica per indicare i non metalli.

## Descrizione
Essi hanno proprietà intermedie fra quelle dei metalli e quelle dei non metalli; tra queste ci sono l'elettronegatività, le proprietà acido-base dei loro ossidi ed anche dei loro alogenuri. In base a tale definizione i metalli danno luogo ad ossidi basici (es: Na2O, CaO), i non metalli ad ossidi acidi (es: SO2, SO3, CO2), i metalloidi danno ossidi per lo più anfoteri (As2O3, Sb2O3), gli alogenuri metallici formano generalmente cristalli ionici, mentre quelli non metallici formano composti molecolari volatili.
Nel caso specifico di elementi puri, nel loro stato elementare in condizioni di temperatura e pressione standard (STP), il modo per distinguere un metallo da un metalloide o da un non metallo consiste nel verificare il loro comportamento riguardo alla conducibilità elettrica (quella termica, meno): i metalli sono buoni conduttori, i metalloidi in condizioni ambiente (qualora in forma cristallina estremamente pura o lievemente drogata con atomi di elementi accettori o donatori di elettroni) sono o semiconduttori (e non dei conduttori di tipo metallico), oppure sono semimetalli, che conducono (sebbene poco) anche a partire dallo zero assoluto (diversamente dai semiconduttori), mentre i non metalli sono isolanti.
Nella tavola periodica, i metalloidi stanno principalmente lungo la grande diagonale che va dal boro all'astato, ma comprendono anche alcuni elementi posti sulla diagonale adiacente a sinistra, con il germanio, l'antimonio e il polonio: per gli elementi a destra della diagonale principale crescono le proprietà non metalliche, mentre per quelli a sinistra quelle metalliche. Gli elementi per lo più generalmente riconosciuti come metalloidi, sono i seguenti 8:
- boro (B)
- silicio (Si)
- germanio (Ge)
- arsenico (As)
- antimonio (Sb)
- tellurio (Te)
- polonio (Po)
- astato (At)

Raramente alcune fonti considerano metalloidi l'alluminio (anfotero, AlCl3 è covalente) e lo stagno (lo stagno alfa è semiconduttore a band-gap nullo, Sn(II) forma anioni stannito), a sinistra della diagonale principale e, a destra, il carbonio (la grafite, suo allotropo più stabile, è  semimetallica, il poliacetilene è semiconduttore), il fosforo e il selenio (l'allotropo più stabile per entrambi,  P nero e Se "metallico", è un semiconduttore).